# آقای هالو
آقای هالو نام سومین فیلم بلند داریوش مهرجویی محصول سال ۱۳۴۹ خورشیدی (۱۹۷۰ میلادی) است. این فیلم سیاه و سفید، اولین فیلم بلند تولید شده در استودیو کاسپین بوده است.
فیلمنامه این فیلم بر اساس نمایشنامه هالو از علی نصیریان با همکاری داریوش مهرجویی و علی نصیریان نوشته شد. عنوان‌بندی فیلم کاری از فرشید مثقالی است و موسیقی فیلم را هرمز فرهت ساخته و با ارکستر مجلسی استودیو کاسپین اجرا کرده است.
فیلم آقای هالو در منابع غیرفارسی به نام‌های Mr. Naive و Mr. Gullible نیز منتشر شده است.

## خلاصه داستان
آقای هالو (علی نصیریان) از شهرستان، عازم تهران می‌شود تا همسر مناسبی اختیار کند که در همان بدو ورود، در گاراژ تهران، چمدانش ربوده می‌شود. وی سراغ مسافرخانه هم‌ولایتی‌اش، محمدی‌پور (عزت‌الله انتظامی) را می‌گیرد و درمی‌یابد که او ورشکست شده و بنگاه معاملات ملکی دارد. صبح فردا که به بنگاه می‌رود محمدی‌پور در بنگاه حضور ندارد، و هالو در گشت و گذار خیابان اطراف، گذارش به یک خیاطی می‌افتد و برای گرفتن قیمت لباس عروس وارد آن می‌شود و در آنجا با مهری (فخری خوروش) برخورد کرده و عاشق او می‌شود.
در ملاقات با محمدی‌پور، وی هالو را وارد معامله‌ای پردردسر و بی‌سرانجام می‌کند، و زمانی که می‌بیند نتیجه‌ای از هالو حاصل نمی‌شود با وی وارد درگیری لفظی شده و او را کتک‌خورده در بیابان رها می‌کند. هالو خود را به شهر می‌رساند و مهری او را به کافه‌ای در شمیران می‌برد و صاحب آن، فتح‌الله (عزت‌الله انتظامی) را پدر خود معرفی می‌کند.
زمانی که هالو قصد مهری از بردن وی به کافه را درک نمی‌کند و او را از فتح‌الله خواستگاری می‌کند، هالو می‌فهمد که مهری دختر او نیست و معشوقه مرد باج‌گیری به نام حبیب (عنایت بخشی) است که حبیب از او به عنوان کارگر جنسی در کافه فتح‌الله استفاده می‌کند. آقای هالو به حبیب می‌گوید که قصد دارد «آب توبه» بر سر مهری بریزد و او را به عقد خود درآورد، که دعوا می‌شود و در دعوای میان آن دو، هالو کتک مفصلی می‌خورد، و سرانجام با احساس سرشکستگی و سرخوردگی سوار بر اتوبوس به زادگاه خود بازمی‌گردد و آخرین دیالوگ او چنین است: «سفر چیز خوبی‌ست؛ آدم را پخته می‌کند».

## بازیگران
بازیگران فیلم آقای هالو به ترتیب نمایش در عنوان‌بندی فیلم:
| بازیگر          | نقش                         |
| --------------- | --------------------------- |
| علی نصیریان     | آقای هالو                   |
| عزت‌الله انتظامی | اکبر محمدی‌پور و فتح‌الله خان |
| فخری خوروش      | مهری                        |
| محمدعلی کشاورز  | فروشنده زمین                |
| اسماعیل داورفر  | اسماعیل و گدای کافه         |
| عزت‌الله نوید    |                             |
| عنایت‌الله بخشی  | حبیب                        |
| اصغر سمسارزاده  | متصدی شرکت اتوبوسرانی       |
| شعاع مصطفی‌زاده  |                             |
| رقیه چهرآزاد    |                             |
| غلامعلی نبی پور |                             |

سایر بازیگران:
رضا عزیزی، احمدزاده، ولی‌زاده، فخری پازوکی، احمد معینی، حسین زمانی، علی جبلی، ناصر نجفی

## نمایش فیلم
فیلم «آقای هالو» از تاریخ چهارشنبه ۱۸ شهریور ۱۳۴۹ خورشیدی در ۱۶ سینما در تهران و شهرستانها به نمایش درآمد. این فیلم جایگزین فیلمی هندی بنام «همسر فراری» با عنوان اصلی "Pyar Ka Sapna" در تهران شد.
سینماهای نمایش‌دهنده فیلم «آقای هالو» در گروه سینمایی مولن‌روژ شامل ۱۶ سینمای مولن روژ، مهتاب، دیانا، رکس، شهوند، لپتون، لیدو، رنگین کمان، ژاله، همای، اسکار، پاسارگاد، چرخ و فلک، توسکا، اورانوس و فیروزه بودند. همزمان این فیلم در سینماهای شهرستانهای شیراز (کاپری و مترو)، رشت (سپیدرود)، قزوین (دیانا)، اهواز (دنیا) نیز به نمایش درآمده است.
فیلم «آقای هالو» پس از دو هفته نمایش در گروه سینمایی مولن‌روژ در تهران در تاریخ چهارشنبه اول مهرماه ۱۳۴۹ جای خود را به فیلم رقاصه (شاپور قریب) داد. هفته سوم و چهارم نمایش فیلم «آقای هالو» در دو سینمای مهتاب و کریستال ادامه یافت. آخرین نمایشهای فیلم در تاریخ ۱۳ مهر در سینما کریستال و ۱۴ مهر در سینما مهتاب بود.

## موسیقی
- هرمز فرهت: آهنگساز و رهبر ارکستر مجلسی استودیو کاسپین
- حسین خراسانی: نوازنده تار
- جعفر پنجه‌طلایی: نوازنده ضرب

## تولید فیلم
- اوایل خرداد ۱۳۴۸: اتمام صدابرداری فیلم در استودیو کاسپین[۲]

## جشنواره‌ها
- شرکت در سومین جشنواره سینمایی سپاس در خرداد ماه سال ۱۳۵۰ خورشیدی[۱۵]
- شرکت در هفتمین جشنواره فیلم مسکو در سال ۱۹۷۱ میلادی (مرداد ماه ۱۳۵۰ خورشیدی) با عنوان انگلیسی Mr. Naive[۴]

## جوایز
- فیلم آقای هالو موفق به دریافت شش جایزه از سومین جشنواره سینمایی سپاس شد[۱۵]

1. مجسمهٔ طلای سپاس (جایزهٔ اول) بهترین فیلم
2. جایزه بهترین کارگردانی برای داریوش مهرجویی
3. جایزه بهترین بازیگر نقش دوم مرد برای عزت‌الله انتظامی
4. مجسمه طلای سپاس (جایزهٔ اول) برای هنرپیشه اول زن به فخری خوروش
5. جایزه بهترین فیلمنامه به علی نصیریان و داریوش مهرجویی
6. دیپلم بهترین فیلم از نگاه منتقدین